# تپه گندیان
تپه گندیان، مربوط به دوران پیش از تاریخ ایران باستان است و در شهرستان کیار و روستای خراجی واقع شده است. این اثر در تاریخ ۲۴ فروردین ۱۳۸۲ با شمارهٔ ثبت ۸۲۴۱ به‌عنوان یکی از آثار ملی ایران به ثبت رسیده است.